# Mistrovství Evropy juniorů v ledním hokeji 1973
Mistrovství Evropy juniorů v ledním hokeji 1973 byl 6. ročník této soutěže. Turnaj hostilo od 20. do 27. března sovětské město Leningrad. Hráli na něm hokejisté narození v roce 1954 a mladší.

## Výsledky
Všech šest týmů se střetlo ve formátu každý s každým. Konečné pořadí na turnaji bylo umístění mužstva v tabulce.
| Poř. | Tým       | URS  | SWE  | TCH  | FIN  | SUI  | GER  | Z | V | R | P | Skóre | B  |
| 1.   | SSSR      | —    | 6:2  | 8:2  | 13:0 | 10:2 | 16:2 | 5 | 5 | 0 | 0 | 53:8  | 10 |
| 2.   | Švédsko   | 2:6  | —    | 3:3  | 16:2 | 15:2 | 9:3  | 5 | 3 | 1 | 1 | 45:16 | 7  |
| 3.   | ČSSR      | 2:8  | 3:3  | —    | 3:2  | 12:3 | 7:3  | 5 | 3 | 1 | 1 | 27:19 | 7  |
| 4.   | Finsko    | 0:13 | 2:16 | 2:3  | —    | 7:0  | 7:3  | 5 | 2 | 0 | 3 | 18:35 | 4  |
| 5.   | Švýcarsko | 2:10 | 2:15 | 3:12 | 0:7  | —    | 5:3  | 5 | 1 | 0 | 4 | 12:47 | 2  |
| 6.   | SRN       | 2:16 | 3:9  | 3:7  | 3:7  | 3:5  | —    | 5 | 0 | 0 | 5 | 14:44 | 0  |

 SRN sestoupila z elitní skupiny

## Turnajová ocenění
|                        | Brankář       | Obránce        | Obránce        | Útočník        | Útočník        | Útočník        |
| ---------------------- | ------------- | -------------- | -------------- | -------------- | -------------- | -------------- |
| Ceny direktoriátu IIHF | Göran Högosta | František Joun | František Joun | Viktor Žluktov | Viktor Žluktov | Viktor Žluktov |

### Produktivita
|                     | G  | A | B  |
| ------------------- | -- | - | -- |
| Vladimir Golikov    | 10 | 4 | 14 |
| Jevgenij Lukašin    | 8  | 3 | 11 |
| Morgan Svensson     | 9  | 1 | 10 |
| Vladimir Gostjušev  | 8  | 2 | 10 |
| Alexandr Korničenko | 6  | 4 | 10 |

## Mistři Evropy - SSSR
Brankáři: Vladimir Myškin, Jurij Novikov

Obránci: Alexandr Maljugin, Alexandr Baldin, Vladimir Lochmatov, Fjodor Kanarejkin, Vladimir Kučerenko, Michail Kovaljov

Útočníci: Viktor Žluktov, Jevgenij Lukašin, Boris Čučin, Alexandr Suškov, Vladimir Gostjušev, Alexandr Korničenko, Vladimir Lavrentěv, Edmunds Vasiljev, Vladimir Golikov, Sergej Melikov.

## Československá reprezentace
Brankáři: Jiří Svoboda, Petr Brokeš

Obránci: Vladislav Vlček, František Joun, Ľubomír Roháčik, Miloslav Růžička, Igor Pajdlhauser, Josef Horák, Karel Horáček

Útočníci: Vincent Lukáč, Pavel Richter, Vladimír Veith, Josef Kočí, Dušan Harvát, Anton Lach, Jaroslav Vlk, Ľubomír Gergely, Miloš Kupec, Zdeněk Šimánek.

## B skupina
Šampionát B skupiny se odehrál v Heerenveenu v Nizozemsku, postup na mistrovství Evropy juniorů 1974 si vybojovali Poláci.
1.  Polsko

2.  Itálie

3.  Jugoslávie

4.  Rumunsko

5.  Francie

6.  Rakousko

7.  Norsko

8.  Dánsko

9.  Bulharsko

10.  Nizozemsko